# Dolna Sekirna
Dolna Sekirna (bulgariska: Долна Секирна) är ett distrikt i Bulgarien.   Det ligger i kommunen Obsjtina Breznik och regionen Pernik, i den västra delen av landet, 50 km väster om huvudstaden Sofia.
Omgivningarna runt Dolna Sekirna är en mosaik av jordbruksmark och naturlig växtlighet. Runt Dolna Sekirna är det glesbefolkat, med 17 invånare per kvadratkilometer.